# XXXTentacion
XXXTentacion (настоящее имя — Джа́сей Дуэ́йн Рика́рдо Онфро́й; англ. Jahseh Dwayne Ricardo Onfroy; 23 января 1998, Плантейшен, Брауард, Флорида, США — 18 июня 2018, Дирфилд-Бич, Брауард, Флорида, США) — американский рэпер, автор песен и музыкант. Несмотря на то, что Онфрой являлся противоречивой фигурой из-за множества проблем с законом, у него появилось значительное число молодых последователей, а его короткую карьеру сопровождали всплески популярности. Критики часто отмечали его разносторонность, а также положительно оценивали его музыку в стиле рэп, R&B, рок и эмо.
Родившийся в Плантейшн, штат Флорида, XXXTentacion провёл большую часть своего детства в Лодерхилле. Он начал писать музыку после освобождения из центра заключения для несовершеннолетних, начав музыкальную карьеру на SoundCloud в 2013 году, где вскоре стал популярной фигурой в SoundCloud-рэпе, рэп сцене, которая вобрала в себя элементы из lo-fi музыки и суровых 1980-х годов. XXXTentacion получил широкую известность после выпуска сингла «Look at Me». Его дебютный альбом 17 (2017) дебютировал на второй позиции в престижном американском чарте Billboard 200, а его второй студийный альбом ? (2018) дебютировал на первой позиции этого чарта. Оба альбома стали платиновыми Американской ассоциацией звукозаписывающих компаний (RIAA). В течение недели после смерти XXXTentacion, сингл «Sad!» поднялся с 52 позиции в чарте Billboard Hot 100 на первую, сделав Джасея первым рэп исполнителем, возглавившим Billboard Hot 100 посмертно после The Notorious B.I.G. в 1997 году.
18 июня 2018 года в возрасте 20 лет XXXTentacion был смертельно ранен нападавшими во время ограбления рядом с дилерским центром мотоциклов в Дирфилд-Бич, штат Флорида. Нападавшие скрылись с места происшествия на внедорожнике после того, как украли у Онфроя сумку Louis Vuitton, содержащую 50 000 долларов; четверо подозреваемых были арестованы. В августе 2022 года один из четырёх подозреваемых признал вину в убийстве второй степени в обмен на показания против трёх других обвиняемых в судебном процессе. С 7 февраля до 20 марта 2023 года проходил судебный процесс над остальными тремя подозреваемыми, 6 апреля 2023 года все они были приговорены к пожизненному заключению без возможности условно-досрочного освобождения.

## Ранняя жизнь
Джасей Дуэйн Рикардо Онфрой родился 23 января 1998 года в городе Плантейшен (Флорида, США). Его мать американка, отец — ямаец. Вследствие низкого финансового положения матери своё детство Онфрой провёл вместе с бабушкой в Помпано-Бич и Лодерхилле. В интервью The Beat Джасей сказал, что он имеет сирийские, индийские и, возможно, итальянские корни. В шестилетнем возрасте напал с ножом на мужчину, который пытался обидеть его мать. Перед тем, как его заставили жить с бабушкой, Джасей попал в программу для проблемной молодёжи.
Интерес к музыке Онфрой проявил, когда тётя убедила его записаться в школьный хор, а позже и в церковный хор. Вскоре его выгнали из школьного хора за нападение на одного из учеников. Вследствие многочисленных драк его вскоре также выгнали из школы. После мать поселила Джасея в Шериданский дом (дом христианской организации, которая предоставляла убежище и образование для двенадцати-пятнадцатилетних детей), где он провёл шесть месяцев и начал слушать ню-метал, тяжёлый рок, рэп, а также пытался научиться игре на гитаре и пианино. Впоследствии учился в средней школе Пайпер, но бросил учёбу в десятом классе.
Онфрой неоднократно имел проблемы с законом и попадал за решётку в связи с незаконным владением оружием, грабежом, побоями. В феврале 2018 года Онфрой опубликовал в Instagram информацию о том, что собирается вернуться в школу, в марте 2018 года объявил, что собирается поступать в колледж, дабы получить аттестат о среднем образовании. Также Онфрой публично рассказывал о своей борьбе с депрессией.

## Карьера

### Начало карьеры и выпуск «Look At Me!» (2013—2016)
Музыкальная карьера Джасея началась в июне 2013 года после выхода его песни «News/Flock». Во время задержания полицией несовершеннолетнего Онфроя за хранение огнестрельного оружия, он познакомился со Стокли Клевон Гоулбурном, более известным под псевдонимом Ski Mask the Slump God. За проведённое вместе время оба подружились и начали заниматься фристайлом. Вспоминая о задержании, рэпер говорил, что уважительно относился к офицерам полиции и персоналу и старался защищать других людей от заключённых, включая гомосексуального сокамерника, которого Онфрой позднее избил за то, что он наблюдал за рэпером во время смены одежды.
После выхода Онфроя из центра содержания под стражей несовершеннолетних, они снова встретились с Гоулбурном с мыслью о совершении ряда квартирных краж. В конечном итоге, увлечение фристайлом молодых рэперов привело к тому, что Джасей купил себе микрофон Blue Snowball и начал активно заниматься музыкой. Это побудило Стокли поступить так же. После объявления псевдонима XXXTentacion (где испанское «tentación» означает искушение) Онфроем, он загрузил на SoundCloud свою первую официальную песню «Vice City». Говоря о своём решении отказаться от криминальной жизни ради музыки, Джасей сказал, что считает музыку лучшим исходом для своих чувств, в чём ему помогла разобраться его тогдашняя девушка Женева Айяла. После этого рэпер начал публиковать небольшие фрагменты своих невыпущенных песен и треков, премьера которых должна была состояться в скором времени. До образования собственного музыкального хип-хоп коллектива Members Only, Джасей состоял в группе Very Rare своего друга, рэпера Ski Mask the Slump God.
21 ноября 2014 года Онфрой выпустил первый официальный мини-альбом под названием The Fall. В 2015 году появился микстейп совместно с Ski Mask the Slump God, Members Only Vol. 1, в котором также появились члены только зарождающегося коллектива Members Only. 30 декабря 2015 года на аккаунт сопродюсера песни «Look at Me» Rojas была загружена данная композиция.
28 апреля 2016 года Джасей выпустил ещё один мини-альбом Willy Wonka Was a Child Murderer, на создание которого рэпер вдохновился хеви-металом и инди-музыкой. В 2016 году Онфрой уволился с работы мобильного оператора из-за развивающейся музыкальной карьеры и переехал домой к рэперу Дензелу Карри.
В июле 2016 года Онфрой был арестован за ограбление и нападение со смертоносным оружием. После внесения залога в размере $10 000, Онфрой освободился и продолжил работать над дебютным альбомом Bad Vibes Forever, дата выхода которого была назначена на 31 октября 2016 года. Однако Bad Vibes Forever так и не был выпущен вовремя и перенесён из-за ареста рэпера в начале октября из-за обвинений в подкупе свидетелей и нанесении физических увечий своей беременной девушке, Женеве Айяле.

### Освобождение из тюрьмы,Revenge,17иA Ghetto Christmas Carol(2017)
В 2017 году песня «Look at Me» достигла 34 места в топе Billboard Hot 100 в США и вошла в топ 40 Canadian Hot 100. Большую популярность Онфрою принесли обвинения в сторону канадского рэпера Дрейка в использовании похожего флоу из сингла «Look At Me!» в песне «KMT». Во время своего тюремного заключения Онфрой подписал договор с Соломоном Собанде, который должен был быть его менеджером вплоть до смерти артиста. Несмотря на то, что во время первого успеха песни «Look At Me!» Джасей находился в заключении, представители звукозаписывающих лейблов начали завлекать Джасея шестизначными контрактами, но в итоге он заключил контракт с Empire Distribution за более маленькое роялти, полный творческий контроль и меньшую предоплату.

### YouTube-канал и альбом?(2018)
Зимой 2018 года Онфрой начал использовать свой давний YouTube-канал «xxxtentacion» (теперь стилизованный под заглавные буквы), ранее используемый для загрузки музыки, для загрузки игровых видео и влогов. Канал насчитывает более 33 миллионов подписчиков и 8.1 миллиардов просмотров по состоянию на конец апреля 2021 года. 22 января 2018 года Онфрой объявил в Instagram о том, что он работает над совместным проектом с нью-йоркским рэпером Joey Badass и они выпустили фристайл на песню «King’s Dead» на SoundCloud 9 марта 2018 года, в рамках подготовки к дальнейшему сотрудничеству. В тот же день на YouTube-канал «xxxtentacion» было загружено видео «#THEHELPINGHANDCHALLENGE». В видео Онфрой дарит музыкальные инструменты, игровые приставки и другие подарки детям из детского дома. Вскоре после этого Онфрой объявил, что его альбом закончен и он готовится выпустить его, но сделает это только после того, как хэштег #HELPINGHANDCHALLENGE достигнет миллиона упоминаний в Instagram. Впоследствии Онфрой отказался от челленджа и сбавил требования к цифрам.
21 февраля 2018 года Онфрой на своём аккаунте в SoundCloud выпустил песню «Hope», посвященную жертвам стрельбы в средней школе Стоунмана Дугласа, которая произошла в Паркленде, в нескольких милях к северу от дома Онфроя. Артист объявил, что он выпустит две песни в полночь 2 марта 2018 года, которые войдут в его предстоящий альбом ?. Ведущий сингл из альбома ?, «Sad!», был выпущен несколькими часами позже, вместе с «Changes». «SAD!» дебютировал на 17-м месте, став самой популярной песней Онфроя в чартах США, и в конечном итоге достигнув 1-й позиции после смерти Джасея. Официальное музыкальное видео было выпущено посмертно 28 июня. «Moonlight» и «Hope» также попали в чарт после его смерти, достигнув высших позиции 13 и 70 соответственно.
Онфрой назначил дату выхода своего второго студийного альбома ? на 12 марта 2018 года. Позднее он опубликовал трек-лист, который включал 18 треков. Приглашенными гостями стали Joey Bada$$, Трэвиса Баркера и PnB Rock. ? был выпущен 16 марта 2018 года и дебютировал на первом месте в американском чарте Billboard 200, став первым альбомом номер один в карьере Онфроя Вскоре после релиза ?, Онфрой подписал новый контракт с Empire Distribution на десять миллионов долларов на третий сольный альбом.

### Посмертные релизы
21 июня 2018 года была выпущена первая посмертная песня с участием Онфроя, «Ghost Busters», совместно с Trippie Redd при участии Quavo и Ski Mask the Slump God, загруженная на SoundCloud Trippie Redd. XXL выпустили серию фристайлов Онфроя с «2017 Freshman Cypher». Ugly God выпустил ремикс-песню под названием «Tear Drop» 22 июня 2018 года, в которой был представлен вышеупомянутый фристайл Онфроя, как дань уважения Онфрою. Несколько месяцев спустя он получил награду BET Hip Hop Awards в категории «Лучший новый хип-хоп-артист» и награду American Music Awards «Любимый R&B/соул-альбом» за альбом 17.
31 августа 2018 года хьюстонский рэпер Sauce Walka выпустил микстейп Drip God, в который вошла песня, вышедшая в сотрудничестве с Онфроем под названием «Voss», спродюсированная Carnage.
17 августа 2018 года iLoveMakonnen объявил о сотрудничестве между Lil Peep и Онфроем. Трек получил название «Falling Down». Песня является переработкой песни «Sunlight on Your Skin», написанной Маконненом и Lil Peep, но в новой версии имелся куплет Онфроя, который он записал после смерти Peep как дань памяти. Сингл был официально выпущен 19 сентября 2018 года.
27 сентября 2018 года Канье Уэст объявил, что Онфрой станет гостем в его девятом студийном альбоме Yandhi. В тот же день стало известно, что Онфрой также будет гостем в двенадцатом альбоме Лил Уэйна, Tha Carter V, который был выпущен на следующий день. Онфрой появился в качестве приглашенного исполнителя в песне «Don’t Cry». Музыкальное видео было выпущено позже, на 21-й день рождения Онфроя.
22 октября 2018 года менеджер Онфроя Соломан Собанде заявил в интервью Billboard, что третий альбом Онфроя выйдет «очень скоро» и что у команды также имеется материала более чем на два последующих альбома исполнителя. 25 октября 2018 года продюсер Скриллекс выпустил песню «Arms Around You», которую он спродюсировал в сотрудничестве с Онфроем, Lil Pump, Малумой и Swae Lee. Этот трек был записан в 2017 году совместно с Rio Santana, который появился в альбоме Онфроя ?. Впоследствии куплет Сантаны был убран, чтобы добавить на трек более известных исполнителей. В частности, Lil Pump связался с матерью Онфроя, чтобы попросить разрешение на использование вокала Онфроя на треке в качестве дани памяти. После выхода «Arms Around You», продюсер песни Mally Mall дал интервью Power 106 The Cruz Show, где он подтвердил, что в ближайшее время будут выпущены девять песен Онфроя, одна из которых записана в сотрудничестве с Рианной, а другая — с Weeknd.
8 ноября 2018 года было объявлено, что дата выхода первого посмертного альбома Онфроя (третьего студийного альбома) Skins назначена на 7 декабря 2018 года. Первый сингл из альбома под названием «BAD!» был выпущен 9 ноября 2018 года. Онфрой также выступил в качестве приглашенного исполнителя на треке Лил Уэйна и Ty Dolla Sign «Scared of the Dark», вошедшего в саундтрек-альбом Spider-Man: Into The Spider-Verse.
23 января 2019 года хип-хоп-коллектив Онфроя «Members Only» выпустил альбом Members Only, Vol. 4.
12 июня 2019 года Craig Xen выпустил песню «Run It Back!» совместно с Онфроем.
Через месяц после этого, 21 июля 2019 года, была выпущена ещё одна посмертная песня под названием «Royalty», в которой фигурировал один из детей Боба Марли, Кай-Мани Марли, Стеффлон Дон и Vybz Kartel. Трек стал первой песней, выпущенной из грядущего альбома Bad Vibes Forever, который вышел осенью 2019 года. 21 октября 2019 года песня «Hearteater» была официально выпущена в качестве второго сингла из альбома. 22 ноября 2019 года был выпущен заглавный трек грядущего альбома Bad Vibes Forever. Четвёртый и последний студийный альбом был выпущен 6 декабря 2019 года. В январе 2020 года Лил Уэйн выпустил песню «Get Outta My Head» при участии XXXTentacion. Композиция вошла в его альбом Funeral. 1 июня 2020 года песня «Riot» была переиздана на фоне антирасистских протестов после гибели Джорджа Флойда.
Онфрой стал первым артистом, музыку которого посмертно выпустили с помощью невзаимозаменяемых токенов.
В ноябре 2021 года Соломон Собанде, менеджер Онфроя, заявил о том, что ведётся работа над совместной песней с американским рэпером Juice WRLD, умершим в декабре 2019.
23 января 2022 года, когда XXXTentacion исполнилось бы 24 года, его команда объявила, что 28 января 2022 года они выпустят трек с SoundCloud 2014 года «Vice City» для всех потоковых сервисов. Также было подтверждено, что документальный фильм о рэпере под названием LOOK AT ME находится в разработке. Фильм был представлен 15 марта 2022 года, а 26 мая вышел на Hulu.
XXXTentacion участвовал на двух песнях с одиннадцатого студийного альбома Канье Уэста Donda 2, выпущенного 23 февраля 2022 года. 10 июня был выпущен посмертный сборник исполнителя Look at Me: The Album.

## Успех
Дебютный студийный альбом Онфроя 17 вышел 25 августа 2017 года и занял 2-е место в чарте Billboard 200. Сингл, выпущенный в поддержку релиза, «Jocelyn Flores», дебютировал под 31-м номером в Billboard Hot 100. В ноябре 2017 года Онфрой купил за 1,4 миллиона долларов США особняк во Флориде площадью 557 м², где и проживал до своей смерти.
Второй альбом Онфроя ? был выпущен 16 марта 2018 года. Через 11 дней композиция «SAD!» из этого альбома поднялась с 19 строки Bilboard Hot 100 на седьмую. После гибели исполнителя в июне эта композиция поднялась с 52-го места на первую строчку чарта. Это первый за 20 лет случай, когда американский чарт возглавил сингл покойного исполнителя. Тогда же был размещен клип на эту песню, в котором Онфрой посещает похороны себя самого. На следующий день после гибели рэпера композиция Sad! была прослушана на Spotify 10,4 миллионов раз, что является рекордным показателем для данного ресурса.

## Личная жизнь
У Онфроя были старшая сестра Ариана и младший брат Эйден. Некоторое время, в прошлом, рэпер жил с Дензел Карри и продюсером Ronny J в Майами. До момента смерти Онфрой готовился к переезду в новый особняк в Паркленде (Флорида), который был куплен в ноябре 2017 года за $1 400 000.
Последние отношения, в которых состоял Джасей, были с Дженезис Санчез. Спустя три дня после его смерти мать Онфроя сообщила в Instagram, что Дженезис беременна от него. В результате УЗИ установило, что ребёнок должен родиться в ноябре или декабре 2018 года, 22 августа того же года стал известен его пол (мужской), после чего семья рэпера объявила о его желании назвать ребёнка Gekyume, если будет мальчик, и Xiorra — если девочка. Роды произошли 26 января 2019 года, через три дня после возможного 21-го дня рождения своего отца.

### Политические взгляды
Онфрой открыто рассказывал о своих политических убеждениях на протяжении всей своей карьеры. В 2016 году он открыто выступил против кандидатуры Дональда Трампа в президенты и выразил поддержку кандидату от демократов Берни Сандерсу. Его песни «Hate Will Never Win» и «Suicide Pit» содержат тексты, направленные против Трампа.
Онфрой выразил поддержку движениям за реформу уголовного правосудия, заявив, что «судебная система — это рабство». Онфрой был против войн и высказывался против решения президента Трампа нанести ракетный удар по Сирии в апреле 2017 года.
Несмотря на то, что ранее Онфрой выражал несогласие с мерами по контролю над огнестрельным оружием, он изменил свою позицию по этому вопросу после стрельбы в средней школе Stoneman Douglas в Паркленде, штат Флорида, в 2018 году. Он провёл несколько благотворительных мероприятий для движения «Марш за наши жизни» и навестил выжившего ученика Энтони Борхеса в больнице.
Многие средства массовой информации назвали Онфроя гомофобом после печально известного интервью, которое он дал Adam22 в апреле 2016 года. Джасей рассказал, что в колонии для несовершеннолетних он жестоко избил своего сокамерника-гея за то, что тот смотрел на него, когда тот был голым. Онфрой заявил, что «собирался убить его из-за того, что он сделал». В том же интервью он пояснил: «Я не гомофоб», и выразил поддержку легализации однополых браков. Что касается его взглядов на гендерные роли, трансгендерный музыкальный продюсер Fifty Grand назвал Онфроя «невероятно прогрессивным».
Онфрой много раз говорил, что не доверяет полиции как из-за личного опыта, так и из-за известных случаев, таких как убийство Филандо Кастилии. В музыкальном видео на песню «Riot» показаны убийства Эммета Тилла, Хизер Хейер и Филандо Кастиле в дополнение к вымышленному изображению в конце видео линчевания белого ребёнка. Онфрой сказал, что последнее изображение не было выражением обратного расизма, а должно было показать, что общественное возмущение от видео будет в большей степени сосредоточено на вымышленной смерти белого ребёнка, а не на изображениях реальных расистских убийств. В интервью 2017 года Онфрой выразил разочарование тем, что офицер, убивший Эрика Гарнера, не был арестован.
Во время концертного тура Revenge Онфрой публично заявил о своей поддержке гражданских прав геев и осудил расистскую и гомофобную риторику групп ненависти, таких как Ку-клукс-клан, сказав: «Мне плевать, чёрный ли ты, белый, жёлтый, фиолетовый — мне плевать, гей ли ты, мне плевать, натурал ли ты, мне плевать, человек ли ты… Я за равенство для всех».

### Религиозные взгляды
Онфрой воспитывался в христианской семье, однако позже стал проявлять интерес к оккультизму. Журналист из Miami New Times Тарпли Хитт отметил, что большую часть их двухчасового разговора рэпер провёл, говоря на эту тему, вместо того, чтобы отвечать на вопросы о своём детстве или уголовных обвинениях. Соседи исполнителя вспоминали, что у Онфроя была коллекция книг по оккультизму, и он принимал участие в ритуалах. Бывшая партнёрша Джасея Женева Айяла притворялась одержимой демонами, чтобы напугать его, однако это наоброт привлекало рэпера. Помимо этого, XXXTentacion интересовался антропософской философией австрийского оккультиста Рудольфа Штайнера.
Онфрой несколько раз упоминал в своём творчестве о том, что продал душу сатане. На вопрос DJ Akademiks по этому поводу он отказался отвечать, опасаясь, что может стимулировать «детей, идущих по тёмному пути». Кроме того, в своём треке «Daemons» Онфрой говорит о желании отомстить Иисусу за то, что тот допускает зло в мире (проблема зла), выражая при этом скептицизм по поводу существования Бога. В частности, Онфрой описывает стремление отомстить творцу за то, что он допустил смерть его дяди, который покончил жизнь самоубийством, повесившись, когда Джасей ещё был ребёнком.
Онфрой верил в реинкарнацию. Он считал, что цикл смерти и возрождения заканчивается, когда человек проживёт жизнь, не причиняя вреда другим. Джасей был уверен, что не прервал цикл за эту жизнь из-за совершённого им насилия. XXXTentacion также верил в концепцию Нью-эйдж о детях индиго, что, возможно, стало причиной его повышенного интереса к синему цвету в последние месяцы жизни.

### Образ и конфликты
Онфрой считается довольно спорной фигурой в хип-хоп индустрии в связи со случаями нападения на фанатов, конфликтов с другими исполнителями и частых скандалов в социальных сетях. По мнению музыкального журнала Spin Джасей «самая неоднозначная личность в рэпе», а журнал XXL назвал молодого исполнителя «самым неоднозначным фрешменом за всё время».
24 августа 2017 года, за день до выхода его дебютного альбома 17, Онфрой выложил в Instagram видео, в котором изобразил акт самоубийства путём повешения. Позже на своей странице Джасей опубликовал другое видео, показывающее, что выложенный ранее фрагмент являлся частью клипа исполнителя.
Спустя некоторое время после загрузки части видеоклипа в социальную сеть Джасей выложил полную версию «Riot» в YouTube. Сцена, когда репер надевает на шею белого ребёнка петлю, а после вешает его, изображая линчевание, стала самой обсуждаемой сценой во всём клипе. Известно, что мать мальчика беспокоилась за момент повешения, но смысл, вложенный в видеоряд, она поддержала. Проводя прямой эфир в Instagram, Онфрой сообщил, что видео не поддерживало Black Lives Matter и не являлось обращением к жестоким полицейским, это было знаком одобрения All Lives Matter.
27 октября 2017 года репер объявил, что прекращает писать музыку. Тогда Онфрой в своей истории в Instagram заявил, что вернётся к своей деятельности, если его лучший друг и репер из Флориды, Ski Mask the Slump God возобновит с ним общение. Джасей попросил распространить сообщение «Be friends with X again» («Дружи с X снова») во всех аккаунтах Ski Mask the Slump God. Эта публикация привела к всплеску упоминаний двух музыкантов в соцсетях.
Впоследствии Ski Mask коротко ответил Онфрою так же в прямом эфире: «Я всегда буду любить этого странного парня по имени XXX, но сейчас мне надо отдалиться от него, потому что если я этого не сделаю, никто не будет считать меня отдельным особенным исполнителем. Более того, этот парень совершенно безумен». После этого сообщения Ski Mask выложил более впечатлительную версию рассказа, где клянётся, что Онфрой угрожал его семье. 8 декабря 2017 года Джасей написал в Instagram следующее: «Не важно, что ты обо мне сказал. Ты всё равно помнишь, кто прикрывал тебя, а буду любить тебя вечно», ссылаясь на Ski Mask. Позже, на музыкальном фестивале Rolling Loud в Майами в 2018 году, они воссоединились, завершив свой конфликт.
После слуха о том, что Онфроя арестовали в Лас-Вегасе, рэпер Ugly God опубликовал в Твиттере пост с надписью «Free X» («Свободу X»), что вызвало незамедлительный ответ Джасея, включающий множество оскорблений. Позже Ugly God опроверг наличие конфликта между исполнителями.
28 января 2018 года канадский рэпер Дрейк выпустил песню «KMT». После прослушивания небольшого отрывка из композиции «KMT» пользователи соцсетей стали сравнивать её с уже ставшей популярной (по количеству прослушиваний) песней Онфроя «Look At Me!». Причиной этой параллели послужило использование одинакового тяжёлого трипл-флоу. На сайте HotNewHipHop появилась новость о том, что Дрейк подписался на Онфроя в Твиттере до выхода композиции «KMT». В интервью для журнала XXL, реагируя на схожесть флоу (музыкальной подачи, особая манера исполнения), Онфрой сказал: «Если получилось так, что Дрейк позаимствовал мой флоу, но я не знаю, обсуждал ли он это с моим менеджером и законно получил право на использование фразировки, то нужно ему помочь выйти из этой ситуации».
18 марта 2017 года вышел микстейп Дрейка More life, включивший в себя песню «KMT». Спустя две недели Онфрой вышел из тюрьмы и вскоре дал интервью на радио WMIB, где оскорбил Дрейка, а также сообщил, что ценил его влияние на музыку, но ощутил неуважение к себе с входом «KMT». Далее на своей странице Джасей выложил несколько фотографий с родителями Дрейка, шуточно их подписав. Побывав на интервью с диджеем Sempex, Дрейк отклонил все обвинения в копировании «флоу» Джасея. Дрейк также отрицал факт их знакомства и говорил, что единственное, о чём он слышал — это причастность Онфроя к слухам относительно «KMT».
Вскоре рэпер Offset из музыкальной группы Migos начал наезжать[стиль] на Джасея в прямом эфире Instagram, тем самым развязав конфликт между двумя исполнителями. Позже к ссоре Дрейка и Джасея присоединился чикагский рэпер 600Breezy, которому, по его словам, дал на это согласие автор «KMT». 600Breezy передал Онфрою, что у него «есть несколько человек, которые могут расправиться с ним в его же городе». Вскоре 600Breezy приехал во Флориду с целью найти молодого исполнителя, но попытки не дали результата.
10 мая 2018 года музыкальный стриминговый сервис Spotify объявил, что собирается прекратить рекомендовать и рекламировать музыку Онфроя и R&B исполнителя Ар Келли. Также работники сервиса объявили, что «не подвергают цензуре авторов за их поведение, но в данной ситуации они опираются на редакторское мнение — то, что мы включаем в программу, показывает нашу цену». Решение исключить музыку Джасея из всех чартов поменяли 1 июня после того, как главный исполнительный директор инди-лейбла Top Dawg Entertainment Энтони Тиффит пригрозил убрать с сервиса всю музыку своего лейбла.

#### Инциденты на концертах
26 марта 2017 года после выхода из тюрьмы Онфрой решил спонтанно устроить концерт, который был организован 7 августа в Майами. Стоимость входного билета составляла $5, и они продавались до тех пор, пока весь зал не был заполнен. Тем не менее, ещё до выхода исполнителя началось буйство фанатов. В конце концов полиция вывела Онфроя и отменила мероприятие.
31 мая 2017 года на рэпера и участника коллектива Онфроя Members Only Wifisfuneral было совершено нападение во время тура Revenge в Хьюстоне. Когда исполнитель прыгнул в толпу на концерте, несколько присутствующих продолжили его толкать, после чего покинули место происшествия.
Во время выступления в Сан-Диего в июне 2017 года Онфрой был избит до потери сознания группой людей, выбежавших на сцену. Один из зрителей получил ножевые ранения после концерта, оказавшиеся не опасными для его жизни. Сообщалось, что зачинщиками являлась свита рэпера Rob Stone, позже вовлечённого в конфликт, включавший Онфроя и Ski Mask The Slump God, который привёл к нападению на The Slump God во время тура «Outlet» рэпера Desiigner. Rob Stone выпустил дисс, названный «Xxxtracredit». В треке рэпер упоминал нападение в Сан-Диего и заявил Онфрою, чтобы «он не возвращался в Калифорнию». Позже, находясь на интервью, Stone отрицал свою причастность ко всем нападениям. В октябре 2017 года Rob Stone сообщил, что поговорил с Джасеем, после чего конфликт был решён.
На своём выступлении 18 июня 2017 года в концертном зале Complex города Солт-Лейк-Сити штата Юта Онфрой ударил своего фаната. Рэпер утверждал, что это было сделано с целью самообороны после того, как просил всех зрителей не трогать его и предупредил о нанесении ударов при невыполнении требования.
27 июня 2017 года Онфрой планировал выступить в концертном зале Concord в Чикаго штата Иллинойс. В последние минуты он был отменён из-за того, что тысячи фанатов заполнили улицы и чуть не устроили погромы. Через четыре дня в кузена Джасея выстрелили, после чего он приостановил весь свой тур.
После выхода альбома «17» Онфрой сообщил, что собирается провести бесплатный концерт в зале Orpheum города Тампа 2 сентября 2017 года. Зал Orpheum вместимостью 750 человек заполнило более 3000 зрителей, поэтому организаторы закрыли мероприятия до появления угрозы безопасности. Это привело к тому, что почти бунтующие фанаты Онфроя вышли на улицу, после чего полиция была вынуждена разогнать толпу. Позже некоторые из участников сообщили, что полицейские использовали слезоточивый газ.

## Проблемы с законом
В 2014 году Онфрой попал в воспитательную колонию на год за хранение огнестрельного оружия. Со слов Джасея, во время задержания окружной прокурор пытался добиться проведения суда над Онфроем как над несовершеннолетним. Показания Джасея привели бы к 5-10 годам тюремного заключения.
В июле 2016 года Онфрой был арестован и обвинён в ограблении и нападении с применением смертоносного оружия. Согласно полицейскому отчёту, Джасей и трое других людей, вооружившись огнестрельным оружием, проникли в дом Че Томаса. После трёх угроз Томасу пистолетом Онфрой покинул дом, забрав с собой iPad, iPhone, Sony PlayStation 4 и $20.
Джасея арестовали в городе Орландо, а после перевезли в округ Оранж.

## Смерть
18 июня 2018 года, когда Онфрой выезжал из мотосалона в Майами, в него выстрелил неизвестный. Стрелявший скрылся. Онфрой получил ранение, впал в кому и позже скончался в больнице, не приходя в сознание. 20 июня по подозрению в убийстве Онфроя был арестован некий Дедрик Ди Уильямс из Помпано-Бич. Находясь в тюрьме округа Брауард, он был обвинён в убийстве первой степени без предварительного умысла. Спустя три дня после смерти Онфроя его мать заявила, что его девушка беременна.
18 июня 2018 года Онфрой покинул дилерский центр Riva Motorsports в Дирфилд-Бич (Флорида), и примерно в 15:55 был заблокирован от въезда на парковку чёрным внедорожником Dodge Journey. Двое вооруженных людей вышли из внедорожника и подошли к рэперу, который сидел на водительском сиденье. Произошла краткая потасовка, и вооруженные люди влезли в салон автомобиля Онфроя, несколько раз выстрелили в рэпера и украли небольшую сумку Louis Vuitton. Стрелки скрылись с места происшествия на чёрном внедорожнике Dodge Journey. Скорая помощь перевезла Онфроя в близлежащую больницу Broward Health North в Дирфилд-Бич, где он вскоре скончался. Офис шерифа округа Брауард сообщил о смерти Онфроя примерно в 17:30. Подозреваемый Дедрик Девоншай Уильямс, уроженец Помпано-Бич, был арестован через два дня после стрельбы, около 19:00. Ему было предъявлено обвинение в убийстве первой степени без преднамеренного умысла, после чего он был отправлен в тюрьму округа Брауард. В течение нескольких недель после события за действия, связанные с этим событием, были арестованы три разных человека, в том числе Майкл Боатрайт. 12 августа 2022 года Аллен признал вину в менее тяжком обвинении в убийстве второй степени в обмен на показания против трёх других обвиняемых. Судебное разбирательство продолжается с февраля 2023 года.
В своём завещании Онфрой назвал свою мать Клеопатру и брата Эйдена единственными бенефициарами своего имущества. Будущий ребёнок Онфроя, от которого его подруга на момент смерти была беременна, не был указан в завещании, поскольку завещание было написано ещё до беременности.

### Похороны
27 июня в Центре BB & T в Санрайзе (Флорида), состоялась открытая служба Онфроя, где  было позволено попрощаться и выразить своё почтение артисту. Его похороны состоялись 28 июня, где присутствовали рэперы Lil Uzi Vert, Lil Yachty и певица Эрика Баду. Он был погребён в мавзолее в Садах Мемориального парка Бока-Ратон (Флорида).

## Дискография

### Студийные альбомы
- 17 (2017)
- ? (2018)
- Skins (2018)
- Bad Vibes Forever (2019)

### Сборники
- Look at Me: The Album (2022)

### Совместные студийные альбомы
- Members Only, Vol. 4 (2019) (в составе Members Only)

## Концертные туры
- The Revenge Tour[англ.] (2017)[188]
- A Helping Hand (2018)[189]

## Награды и номинации

### American Music Awards
| Год  | Кандидат/работа | Номинация                 | Результат | Прим.   |
| ---- | --------------- | ------------------------- | --------- | ------- |
| 2018 | XXXTentacion    | Новый артист года         | Номинация | [ 190 ] |
| 2018 | 17              | Любимый альбом — Soul/R&B | Победа    | [ 191 ] |

### BET Hip-Hop Awards
| Год  | Кандидат/работа | Номинация                        | Результат | Прим.   |
| ---- | --------------- | -------------------------------- | --------- | ------- |
| 2018 | XXXTentacion    | Лучший новый хип-хоп исполнитель | Победа    | [ 190 ] |

### BillboardMusic Awards
| Год  | Кандидат/работа | Номинация                            | Результат | Прим.   |
| ---- | --------------- | ------------------------------------ | --------- | ------- |
| 2018 | 17              | Лучший R&B альбом                    | Номинация | [ 192 ] |
| 2019 | XXXTentacion    | Лучший исполнитель мужчина           | Номинация | [ 193 ] |
| 2019 | XXXTentacion    | Лучший артист Billboard 200          | Номинация | [ 193 ] |
| 2019 | XXXTentacion    | Лучший артист Streaming Songs        | Номинация | [ 193 ] |
| 2019 | XXXTentacion    | Лучший R&B-артист                    | Номинация | [ 193 ] |
| 2019 | XXXTentacion    | Лучший R&B-артист мужчина            | Номинация | [ 193 ] |
| 2019 | ?               | Лучший альбом Billboard 200          | Номинация | [ 193 ] |
| 2019 | ?               | Лучший рэп-альбом                    | Номинация | [ 193 ] |
| 2019 | 17              | Лучший R&B-альбом                    | Победа    | [ 193 ] |
| 2019 | «SAD!»          | Лучшая песня Streaming Songs (аудио) | Номинация | [ 193 ] |
| 2019 | «SAD!»          | Лучшая песня Streaming Songs (видео) | Номинация | [ 193 ] |